# 8096 Émilezola
8096 Émilezola è un asteroide della fascia principale. Scoperto nel 1993, presenta un'orbita caratterizzata da un semiasse maggiore pari a 2,3926877 au e da un'eccentricità di 0,2191976, inclinata di 3,22059° rispetto all'eclittica.
L'asteroide era stato inizialmente battezzato 8096 Emilezola per poi essere corretto nella denominazione attuale.
L'asteroide è dedicato allo scrittore francese Émile Zola.